# Noorder Sanatorium
Het Noorder Sanatorium (ook wel Noordersanatorium) is een rijksmonument, gelegen aan de weg Vries-Zuidlaren. Het werd gebouwd als paviljoen van de voormalige psychiatrische inrichting Dennenoord (tegenwoordig Lentis) en wordt gezien als een van de belangrijkste werken van architect Egbert Reitsma.
Het gebouw heeft zijn bijnaam 'het Blauwe Paviljoen' te danken aan ultramarijnblauw betegelde penanten tussen de ramen, blauwe metalen ramen en blauwe markiezen. 
De bouw werd in 1933 gegund aan aannemersbedrijf W.H. Kelderman en C.F. Sluyter uit Enschede voor een aannemingssom van 294.000 gulden. Op 26 september 1935 werd het gebouw officieel geopend. In de Tweede Wereldoorlog werd het gebouw gevorderd door de Duitse bezetter. Het Noorder Sanatorium wordt sinds 1983 niet meer als zodanig gebruikt. Tussen 2022 en 2024 is het sanatorium verbouwd tot 25 appartementen.

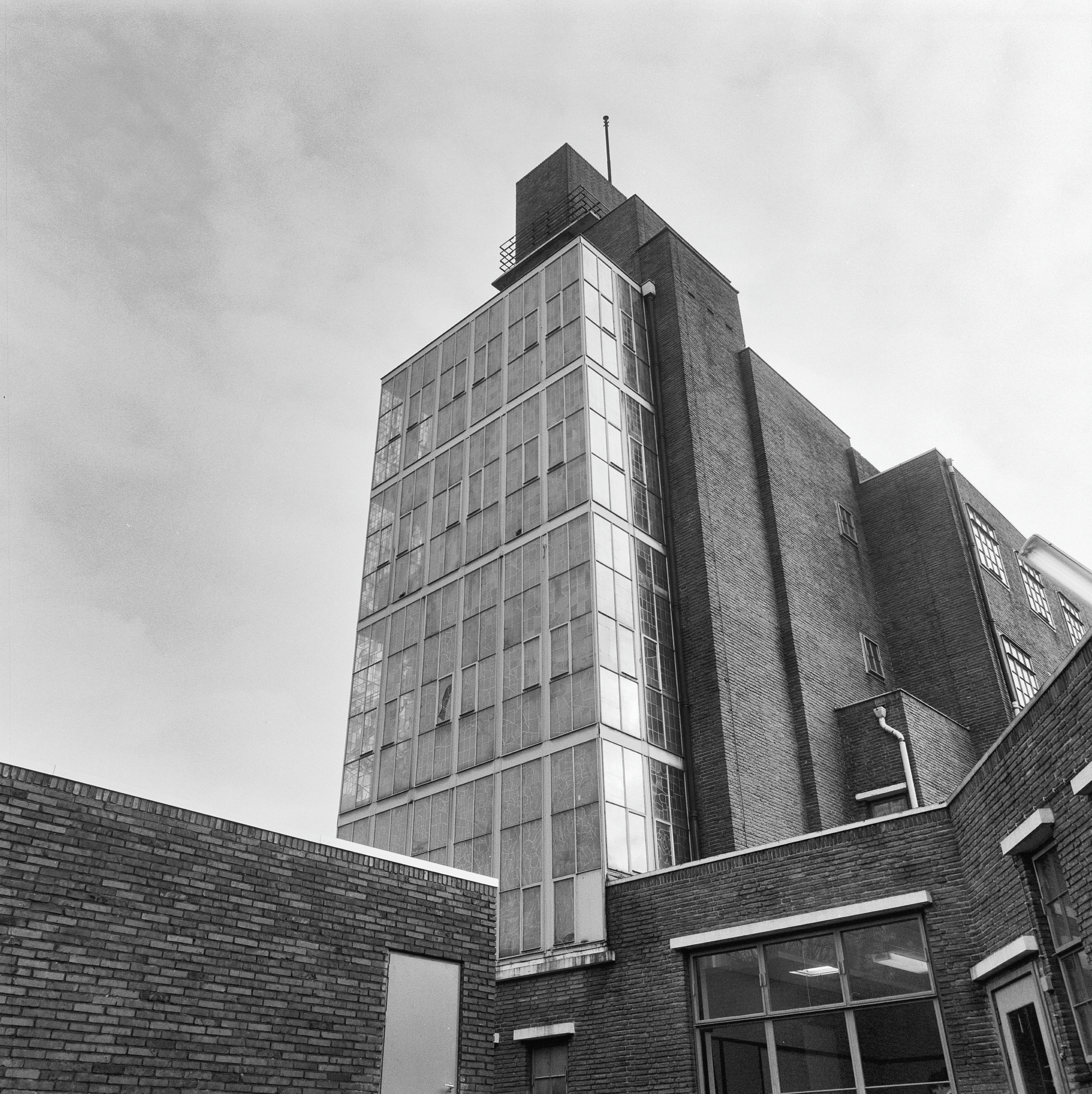
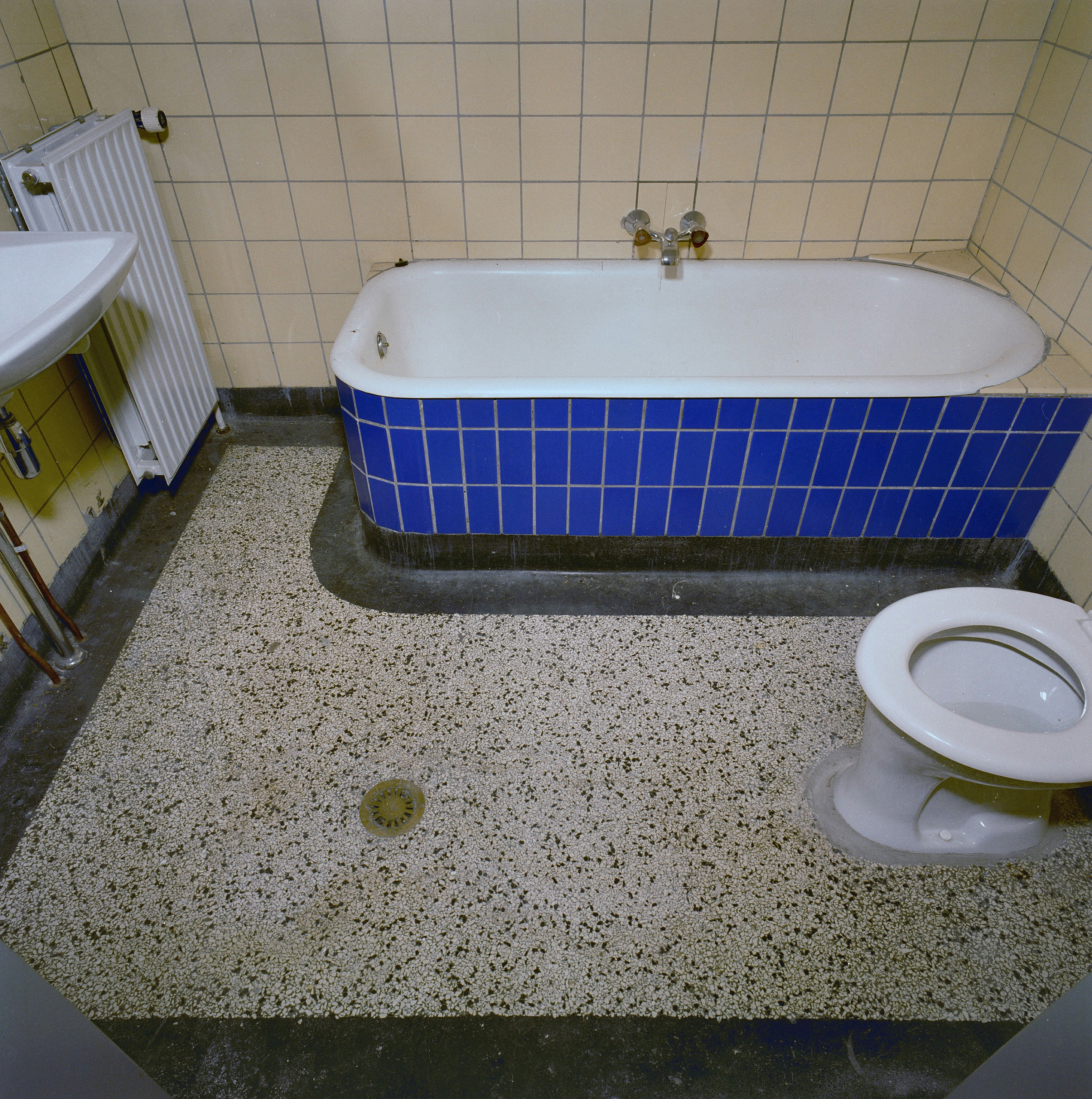
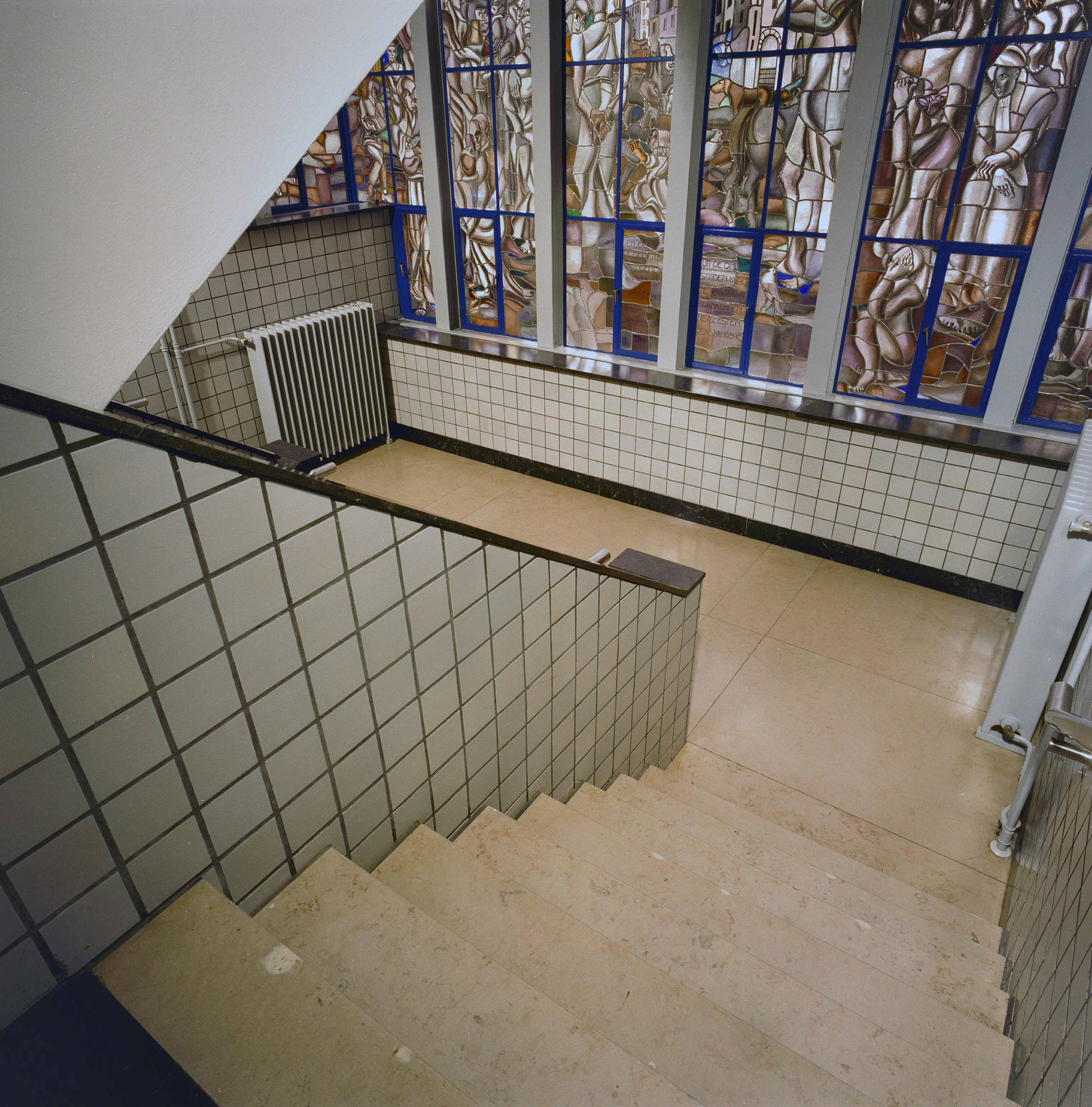
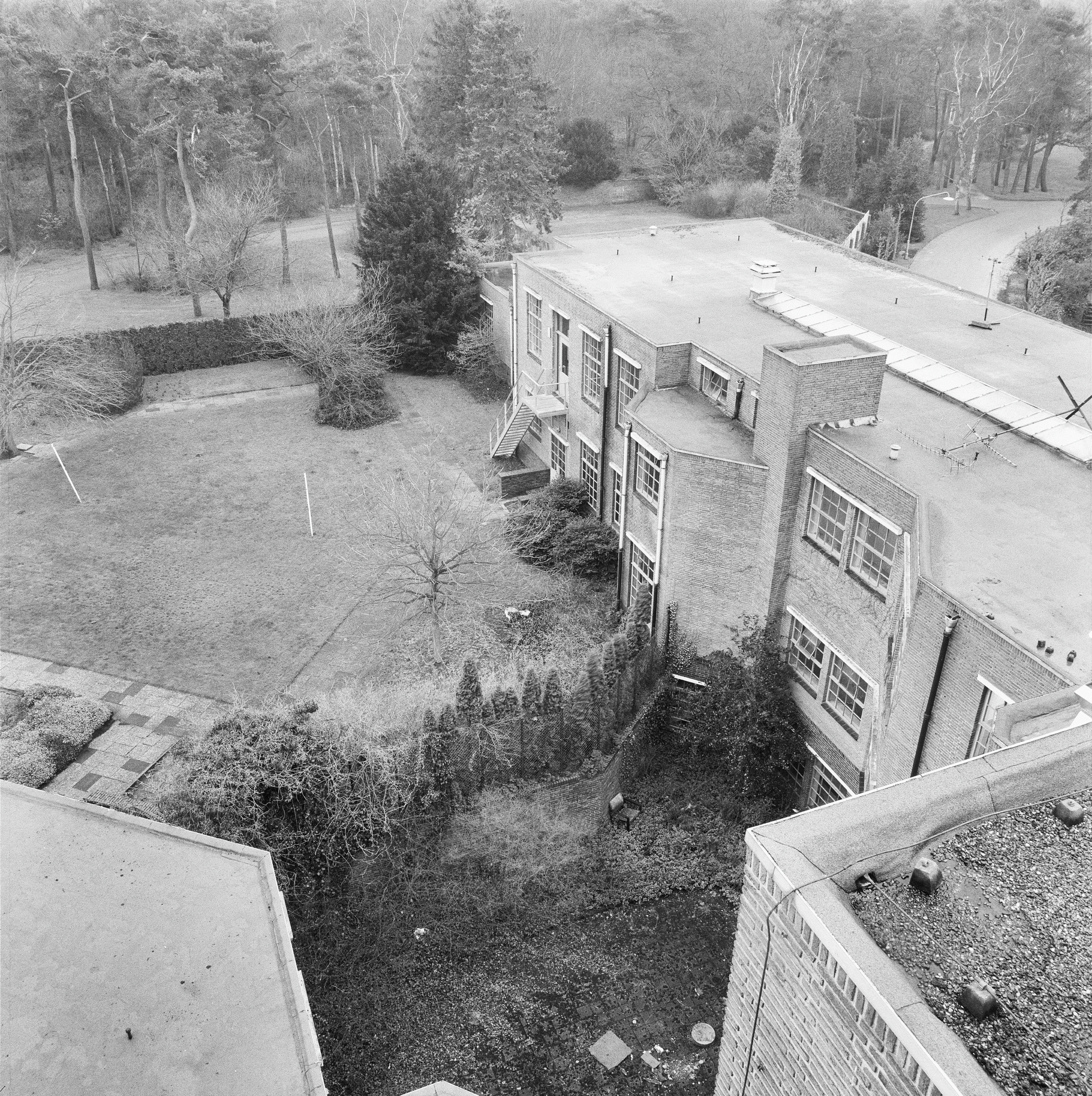